# 黄華 (三國)
黃華（？—253年4月4日），涼州酒泉郡人，曾受麴演之邀而和張進一同反叛曹魏並自稱將軍。後被蘇則、張既等人擊敗後歸順曹魏，官至後將軍、兗州刺史
。

## 生平

### 麴演之亂
曹魏黃初元年(西元220年)，河西人麴演反叛，並邀請張掖人張進、黃華一同加入，曾扣留張恭之子張就，欲逼使張恭屈服，後張恭派從弟張華隨蘇則討伐之，黃華兵敗後歸順曹魏。
一說黃華與黃昂因為酒泉郡太守徐揖捕殺當地黃姓豪強引起黃昂及黃華不滿而叛變，而後楊豐曾因忌憚黃華曾一度遠走敦煌郡，黃華歸魏後楊豐才回到酒泉郡。

### 王凌之亂
曹魏嘉平三年(西元251年)，曹魏重臣王凌密謀立楚王曹彪為帝，派部下楊弘通知時任後將軍、兗州刺史的黃華，沒想到楊弘和黃華將王凌謀反之事密告給司馬懿，後王凌因事泄被殺，楊弘和黃華因有事先通知王凌謀反之功，而受封鄉侯。嘉平五年二月癸丑日（253年4月4日）逝世。